# (6163) Reimers
(6163) Reimers ist ein Asteroid des inneren Hauptgürtels, der am 16. März 1977 vom deutschen Astronomen Hans-Emil Schuster am La-Silla-Observatorium (IAU-Code 809) der Europäischen Südsternwarte in Chile entdeckt wurde.
Der Asteroid gehört zur Hungaria-Gruppe. Charakteristisch für diese Gruppe ist unter anderem die 9:2-Bahnresonanz mit dem Planeten Jupiter. Der Namensgeber für die Hungaria-Gruppe ist der Asteroid (434) Hungaria. Die Sonnenumlaufbahn von (6163) Reimers ist mit mehr als 20° stark gegenüber der Ekliptik des Sonnensystems geneigt, ein weiteres Charakteristikum für Hungaria-Asteroiden.
Der Himmelskörper wurde am 28. September 1999 nach dem deutschen Astronomen Dieter Reimers (1943–2021) benannt, der Direktor der seit 1912 bestehenden Sternwarte Hamburger Sternwarte war.